# Yecla de Yeltes
Yecla de Yeltes è un comune spagnolo di 347 abitanti situato nella comunità autonoma di Castiglia e León.